# Malte Jaeger
Malte Richard Friedrich Jaeger (Hannover, 4 luglio 1911 – Ladelund, 10 gennaio 1991) è stato un attore e direttore teatrale tedesco.

## Filmografia
- Unternehmen Michael - regia di Karl Ritter (1937)
- La squadriglia degli eroi - regia di Karl Ritter (1938)
- Legion Condor - regia di Karl Ritter (1939)
- Ziel in den Wolken - Regia di Wolfgang Liebeneiner (1939)
- D III 88 - regia di Herbert Maisch e Hans Bertram (1939)
- Kongo-Express - regia di Eduard von Borsody (1939)
- L'incrociatore Dresda - regia di Arnold Fanck (1940)
- Der Mann meines Lebens - regia di Erich Engel (1954)
- Accadde il 20 luglio - regia di Georg Wilhelm Pabst (1955)
- Ich werde dich auf Händen tragen - regia di Veit Harlan (1958)

### Serie televisive
- Am grünen Strand der Spree (1960)
- Die fünfte Kolonne (1964)
- Schwarz Rot Gold (1982)
- L'eredità dei Guldenburg (1987-1990)